# November 2015
Dit artikel geeft een chronologisch overzicht van de belangrijkste gebeurtenissen per dag van de maand november in het jaar 2015.

## Gebeurtenissen

### 1 november
- Bij een aanslag op een hotel in de Somalische hoofdstad Mogadishu komen 15 mensen om het leven. Terreurgroep al-Shabaab eist de aanslag op.
- In de Amerikaanse stad New York komen drie Halloweenvierders om het leven nadat zij overreden werden door een automobilist.
- Elf bootvluchtelingen verdrinken nadat de boot waarop zij zaten voor de kust van het Grieks eiland Lesbos zonk.
- Een rechter in China veroordeelt sekteleider Wu Zeheng tot een levenslange gevangenisstraf wegens fraude en verkrachting.
- De Keniaanse hardloopster Mary Keitany wint voor de tweede opeenvolgende keer de marathon van New York. Bij de mannen kwam haar landgenoot Stanley Biwott als eerste over de finish.
- De AK-partij van president Erdoğan wint de parlementsverkiezingen in Turkije.
- Judoka Marhinde Verkerk wint goud op de Grand Prix van Abu Dhabi. De regerend Europees kampioene is in de finale van de klasse tot 78 kilogram te sterk voor Mayra Aguiar. In de golden score verslaat Verkerk de Braziliaanse op ippon.
- In de Roemeense hoofdstad Boekarest nemen duizenden mensen deel aan een stille tocht voor de slachtoffers die vielen bij een brand in een nachtclub tijdens een optreden van de metalband Goodbye to Gravity. De Roemeense regering kondigt drie dagen van nationale rouw af.

### 2 november
- Israëlische soldaten schieten een Palestijnse messentrekker dood op de Westelijke Jordaanoever.
- De Iraakse premier Aladi roept de noodtoestand uit in delen van het land wegens overstromingen.
- De partij Nieuw Azerbeidzjan van president Ilham Alijev wint de parlementsverkiezingen in Azerbeidzjan.
- De Australische premier Malcolm Turnbull schaft het riddersysteem van Knights en Dames in the Orde van Australië af.

### 3 november
- De Nederlandse staatssecretaris Van Rijn sluit een akkoord met het Indisch Platform over de uitbetaling van achterstallige salarissen aan ambtenaren, leraren en KNIL-militairen die tijdens de Tweede Wereldoorlog in Nederlands-Indië geen loon hebben ontvangen.
- Bij een busongeluk in de buurt van de Russische stad Toela komen zeker zeven mensen om het leven.
- De Duitse belastingdienst doet een inval bij het hoofdkantoor van de Duitse voetbalbond in Frankfurt naar aanleiding van het onderzoek naar de toewijzing van het WK voetbal 2006 aan Duitsland.
- Het Amerikaans computerspel bedrijf Activision Blizzard neemt haar Zweedse branchegenoot King Digital over.
- Duitsland brengt vluchtelingen onder in de voormalige luchthaven Tempelhof in Berlijn.
- Een passagiersbus stort neer van een berg in Nepal. Zeker 40 mensen komen hierbij om het leven.
- Duitse archeologen ontdekken de oud-Syrische stad Doliche in het zuidoosten van Turkije.
- Orkaan Chapala eist zeker drie mensenlevens in Jemen. Duizenden mensen zijn hun huis ontvlucht en honderden huizen zijn beschadigd.

### 4 november
- De Roemeense premier Victor Ponta kondigt zijn aftreden aan na protesten tegen zijn regering.
- De regering op de eilandengroep Malediven roept de noodtoestand uit voor een periode van dertig dagen na een verijdelde aanslag op president Abdulla Yameen.
- Een Russische vrachtvliegtuig van het type Antonov stort neer bij de rivier de Witte Nijl in Zuid-Soedan. Bij de crash komen zeker 41 mensen om het leven.
- Bij gevechten tussen PKK-strijders en het Turkse leger in het zuidoosten van Turkije vallen 18 doden.
- Bij de instorting van een fabrieksgebouw in Pakistan komen minstens 16 mensen om het leven.

### 5 november
- Het Mexicaanse Hooggerechtshof bepaalt dat het marihuanagebruik voor recreatieve doeleinden en het kweken van de drug voor eigen gebruik is toegestaan.
- Het Utrechtse munthuis Koninklijke Nederlandse Munt staat sinds afgelopen zomer onder verscherpt toezicht van het Nederlandse Ministerie van Financiën vanwege financiële problemen na een mislukte order uit Chili voor het slaan van 850 miljoen Chileense peso's.
- Rusland stuurt raketsystemen naar Syrië ter bescherming van Russische militairen.
- De Koerdische PKK zegt het in oktober van dit jaar afgekondigde eenzijdige staakt-het-vuren af.
- Bij luchtaanvallen van het Turkse leger in het zuidoosten van Turkije komen 16 PKK-strijders om het leven.

### 6 november
- De Braziliaanse gemeente Mariana wordt overspoeld door giftige modder na twee damdoorbraken bij een ijzerertsmijn. Er vallen hierdoor minstens zeventien doden.
- De Verenigde Staten sturen zes F-15-straaljagers naar het zuiden van Turkije ter bescherming van het Turkse luchtruim.
- Het Amerikaanse ministerie van Buitenlandse Zaken wijst de bouwvergunning voor de aanleg van de Keystone-oliepijplijn tussen Canada en de Verenigde Staten af.
- De Duitse Bondsdag stelt een verbod in op hulp bij zelfdoding in georganiseerde vorm.
- Bij een Russische luchtaanval op de Syrische stad Raqqa vallen 42 doden, onder wie 15 IS-strijders.
- Rusland schrapt alle vluchten naar Egypte totdat duidelijk is wat er met rampvlucht KGL9268 is gebeurd.
- Na 10 weken is er een nieuwe K3 gevonden in het programma K3 zoekt K3. De opvolgers van Karen Damen, Kristel Verbeke en Josje Huisman zijn Hanne Verbruggen, Marthe De Pillecyn en Klaasje Meijer.

### 7 november
- De Chinese president Xi Jinping en de Taiwanese president Ma Ying-jeou ontmoeten elkaar in een hotel in Singapore. Het is de eerste ontmoeting op het hoogste niveau tussen de twee landen sinds het einde van de Chinese Burgeroorlog in 1949.
- De Wereldgezondheidsorganisatie verklaart Sierra Leone vrij van ebola.
- Australische archeologen vinden in Oost-Timor fossielen van uitgestorven reuzenratten. De reuzenrat was ongeveer tien keer zo groot als de kleine rat en woog zo'n vijf kilo.
- Het Genootschap Onze Taal kiest 'sjoemelsoftware' tot woord van het jaar.
- Volgens de Verenigde Naties zijn bij gevechten in Zuid-Soedan vorige maand 80 mensen omgekomen, onder wie 57 kinderen.
- Terreurgroep IS laat 37 van 200 ontvoerde Assyrische christenen vrij. Die werden in februari van dit jaar ontvoerd.
- In de Spaanse hoofdstad Madrid gaan tienduizenden mensen de straat op om te protesteren tegen huiselijk geweld.
- In Myanmar worden voor het eerst sinds lange tijd vrije verkiezingen gehouden. De verwachting is dat de partij van Aung San Suu Kyi zal winnen.

### 8 november
- Israëlische militairen schieten een Palestijnse aanvaller op de Westelijke Jordaanoever dood. De aanvaller reed met zijn auto op een groep mensen.
- Bij een auto-ongeluk in de Belgische plaats Marke komen twee veteranen om het leven.
- IS-leden onthoofden zeven sjiieten in de Afghaanse provincie Kabul.
- De agressieve oehoe die in de maand maart van dit jaar in de Nederlandse gemeente Purmerend is gevangen blijft levenslang vastzitten.
- Twee medewerkers van de Servische ambassade in Libië zijn ontvoerd in de stad Sabratha.

### 9 november
- Iran maakt afspraken met Rusland over de levering van S-300 raketsystemen.
- Het Catalaans Parlement stemt voor onafhankelijkheid van Spanje.
- De Nationale Liga voor Democratie van oppositieleider Aung San Suu Kyi wint de parlementsverkiezingen in Myanmar.
- De Duitse autofabrikant Volkswagen keert een schadevergoeding van 1000 dollar uit aan Amerikaanse klanten met een VW auto met sjoemelsoftware.
- Bij een schietpartij bij een trainingscentrum voor de politie in Jordanië komen zes mensen om het leven, onder wie de schutter. Een Jordaanse politieman opende het vuur op de aanwezigen.
- Wolfgang Niersbach stapt per direct op als voorzitter van de Duitse voetbalbond (DFB). Aanleiding is de rel die is ontstaan over de toekenning van het WK voetbal 2006 aan Duitsland.
- Het World Anti-Doping Agency (WADA) publiceert een rapport waarin het de Russische Atletiekbond RUSADA beschuldigd van het faciliteren van dopinggebruik van atleten met medeweten van de staat en de geheime dienst FSB.

### 10 november
- Slovenië gaat hekken bouwen langs de grens met Kroatië.
- De Portugese minderheidsregering onder leiding van premier Pedro Passos Coelho valt na een motie van een links blok.
- De Palestijnse politieke en militaire beweging Hamas draagt het voormalig huis van de overleden Palestijnse leider Yasser Arafat in Gaza-stad en diens persoonlijke bezittingen over aan de politieke beweging Fatah.

### 11 november
- In de Maltese hoofdstad Valletta nemen Afrikaanse en Europese regeringsleiders deel aan een tweedaagse top over immigratie vanuit Afrika naar Europa.
- Bij een (privé)vliegtuigcrash in het noorden van de Verenigde Staten komen zeker negen mensen om het leven.
- Zeker achttien vluchtelingen komen om het leven toen de twee boten waarop ze zaten kapseisde voor de kust van Turkije.
- In de Afghaanse hoofdstad Kabul gaan duizenden mensen de straat op om te protesteren tegen de onthoofding van zeven Hazara's door terreurgroep IS.
- Uit onderzoeken door de Italiaanse justitie en het consumentenblad Il Test blijkt dat olijfolie extra vierge flessen van de Italiaanse merken Antica Badia, Bertolli, Carapelli, Coricelli, Primadonna, Santa Sabina en Sasso geen extra vierge olijfolie bevatten.
- De Europese Unie besluit een etiket in te voeren voor producten afkomstig uit door Israël bezette Palestijnse gebieden.
- Spanje stapt naar het Constitutioneel hof om de afscheiding van de regio Catalonië te voorkomen.
- In de Zwitserse stad Genève bereiken 160 landen een akkoord, waardoor vliegtuigen kunnen worden gevolgd door middel van satellieten.
- Het Spaanse Constitutioneel hof bepaalt dat de regio Catalonië vooralsnog nog niet mag beginnen aan het toewerken naar onafhankelijkheid van Spanje.

### 12 november
- De Iraaks-Koerdische Peshmerga en Jezidi-strijders openen een offensief tegen terreurgroep IS op de Noord-Iraakse plaats Sinjar.
- Israëlische militairen in burger schieten een Palestijnse man dood in een ziekenhuis in de Palestijnse stad Hebron. Hij was de neef van de verdachte die ze zochten.
- De Russische bank VTB stopt als sponsor van de internationale atletiekunie IAAF.
- Bij twee zelfmoordaanslagen nabij Libanese hoofdstad Beiroet komen meer dan 40 mensen om het leven. Terreurgroep IS eist beide aanslagen op.
- De Braziliaanse overheidsinstantie IBAMA deelt een boete van 50 miljoen real (12,3 miljoen euro) uit aan Volkswagen wegens de aanwezigheid van sjoemelsoftware in het model Amarok.

### 13 november
- Bij meerdere schietpartijen en zelfmoordaanslagen in de Franse hoofdstad Parijs komen meer dan 120 mensen om het leven, onder wie zeven terroristen. Terreurgroep IS eist de aanslagen op. De Franse president François Hollande kondigt drie dagen van nationale rouw af.
- De Iraaks-Koerdische Peshmerga heroveren de Iraakse plaats Sinjar op terreurgroep IS.
- Het Iraakse leger begint een offensief tegen terreurgroep IS in de stad Ramadi.
- Bij een Amerikaanse drone-aanval op de Syrische stad Raqqa komt de Britse IS-strijder 'Jihadi John' om het leven.
- Bij een zelfmoordaanslag tijdens een uitvaart in de Iraakse hoofdstad Bagdad komen zeker 18 mensen om het leven.
- Bij een schietpartij op de Westelijke Jordaanoever komen twee Israëliërs om het leven.
- Rusland besluit alle inkomende vluchten van de Egyptische luchtvaartmaatschappij EgyptAir te schrapen.
- Oostenrijk bouwt een hek langs de grens met Slovenië.
- De internationale atletiekfederatie IAAF schorst de Russische atletiekbond ARAF voor bepaalde tijd. Aanleiding is het WADA-rapport over doping onder Russische atleten.

### 14 november
- Bij een ontsporing van een hogesnelheidstrein bij Straatsburg komen tien mensen om het leven.
- Tijdens een conferentie over de politieke toekomst van Syrië in de Oostenrijkse hoofdstad Wenen komen vertegenwoordigers van zeventien landen tot een stappenplan voor dat land. Het plan voorziet in een overgangsregering voor het Arabische land binnen een periode van zes maanden en nieuwe verkiezingen binnen een periode van 18 maanden.
- Nabij de Iraakse stad Sinjar is een massagraf ontdekt met daarin de stoffelijke resten van tientallen Jezidi-vrouwen.
- Bezienswaardigheden in steden over de hele wereld, zoals het beeld Christus de Verlosser in Rio de Janeiro, het Opera House in Sydney, het WTC-gebouw in New York, de KL Toren in Kuala Lumpur en de Erasmusbrug in Rotterdam, krijgen de kleuren van de Franse vlag als steunbetuiging aan de Fransen na de terroristische aanslagen in Parijs.
- Bij luchtaanvallen van de Pakistaanse luchtmacht bij de Afghaanse grens komen zeker 17 mensen om het leven.

### 15 november
- Bij een aardverschuiving in China komen zeker 25 mensen om het leven.
- In de Sinaïwoestijn worden vijftien Soedanese vluchtelingen doodgeschoten toen ze probeerden om naar Israël over te steken.
- Frankrijk voert als vergelding voor de terreuraanslagen in Parijs bombardementen uit op meerdere doelen van terreurgroep IS in de Syrische stad Raqqa. De Verenigde Staten bombarderen meer dan honderd met olie uit Syrië geladen trucks bij de Iraakse grens.

### 16 november
- Tijdens de sloop van een huis van een Palestijnse aanslagpleger op de Westelijke Jordaanoever worden Israëlische militairen aangevallen door een groep Palestijnen. Bij het vuurgevecht dat daarop ontstaat vallen aan Palestijnse zijde twee doden.
- Hackersgroep Anonymous start de grootste digitale operatie ooit tegen terreurgroep IS.
- Bij een vuurgevecht tussen rivaliserende veiligheidstroepen in Somalië komen elf mensen om het leven.

### 17 november
- De geplande voetbalwedstrijd tussen het Duitse en het Nederlandse voetbalelftal, die in de HDI-Arena in Hannover zou worden gespeeld, wordt afgelast vanwege aanwijzingen voor een geplande terreuraanslag.
- Voor de tweede opeenvolgende dag voert Frankrijk luchtaanvallen uit op IS-doelen in de Syrische stad Raqqa. Ook Rusland voert luchtaanvallen op die stad. Bij luchtaanvallen door beide landen vallen meer dan 30 doden.
- De Amerikaanse politie vindt zes lichamen op een camping in de staat Texas.
- Zeker negen vluchtelingen verdrinken nadat de boot waarop zij zaten kapseisde voor de kust van het Griekse eiland Kos.
- Een aardbeving met een kracht van 6,5 op de schaal van Richter treft de kust van Griekenland. Er valt hierbij zeker één dode.
- Uit onderzoek van de Russische veiligheidsdienst FSB blijkt dat de ramp met Kogalymavia-vlucht 9268 is veroorzaakt door een bom.

### 18 november
- Bij een bomaanslag in het noordoosten van Nigeria komen meer dan 30 mensen om het leven.
- Bij een politieactie in de Franse stad Saint-Denis naar aanleiding van de terreuraanslangen in Parijs vallen drie doden, onder wie de Belgische IS-terrorist Abdelhamid Abaaoud en zijn nicht.
- De Raad van State in Den Haag bepaalt dat de gaswinning in de Nederlandse provincie Groningen verder verminderd moet worden dan de 33 miljard kubieke meter die minister Kamp wil.
- Bij drie zelfmoordaanslagen in Nigeria komen bijna 60 mensen om het leven.

### 19 november
- Volgens de 2014 Global Terrorism Index van het Australisch onderzoeksinstituut Institute for Economics and Peace is Boko Haram de dodelijkste terreurgroep ter wereld.
- De Noord-Ierse premier Peter Robinson kondigt zijn ontslag aan.
- Het wereldantidopingagentschap WADA schorst de Russische dopingautoriteit voor onbepaalde tijd. Naast Rusland, zijn ook de dopingbureaus in Andorra, Argentinië, Bolivia, Israël en Oekraïne geschorst.
- De Balkanlanden Servië, Slovenië en Macedonië laten enkel vluchtelingen uit de oorlogslanden Afghanistan, Irak en Syrië toe.
- De Franse Tweede Kamer verlengt de noodtoestand in het land met drie maanden.
- In een mijn in Botswana is een diamant van 1111 karaat gevonden. Het is de op een na grootste ruwe diamant die ooit is gevonden.
- Macedonië sluit de grens met Griekenland vanwege een grote instroom van vluchtelingen.
- Het Griekse parlement stemt in met maatregelen die nodig zijn voor het verkrijgen van een nieuw steunpakket.

### 20 november
- Uit het Museum van Castelvecchio in de Noord-Italiaanse stad Verona zijn vijftien schilderijen gestolen met een geschatte waarde tussen de tien en vijftien miljoen euro. Het gaat om doeken van onder andere Peter Paul Rubens, Jacopo Tintoretto en Andrea Mantegna.
- Taxibedrijf Uber stopt met de taxidienst UberPOP in Nederland.
- Inwoners van Nieuw-Zeeland kiezen een nieuwe nationale vlag.
- De Nederlandse staatsbank ABN Amro keert terug naar de effectenbeurs van Amsterdam.
- Bij een terreuraanval met gijzeling op een luxe hotel in de Malinese hoofdstad Bamako komen zeker 21 mensen om het leven, waaronder twee gijzelaars. Terreurgroep al-Mourabitoun eist de aanslag op. (Lees verder)
- De Europese ministers van Justitie komen in de Belgische hoofdstad Brussel bijeen om een pakket veiligheidsmaatregelen te bespreken vanwege de terreuraanslagen in Parijs.
- Bij een dubbele bomaanslag bij een moskee in de Iraakse hoofdstad Bagdad komen zeker vijftien mensen om het leven. Terreurgroep IS eist de aanslag op.
- Marcel Gumbs wordt beëdigd als derde premier van het land Sint Maarten. Het kabinet-Gumbs is het vijfde kabinet sinds Sint Maarten de land-status verkreeg binnen het Koninkrijk der Nederlanden op 10 oktober 2010.

### 21 november
- Het dreigingsniveau in het Brussels Hoofdstedelijk Gewest is verhoogd naar het hoogste niveau, de autoriteiten hebben zeer concrete aanwijzingen voor aanslagen. Het metroverkeer ligt tijdelijk stil. Winkels, musea en openbare gebouwen zijn gesloten, verschillende concerten en voetbalwedstrijden afgelast.
- De Malinese president Ibrahim Boubacar Keïta roept de noodtoestand uit in het land voor een periode van tien dagen na de terreuraanslag op een luxe hotel in de hoofdstad Bamako. Tevens kondigt hij drie dagen van nationale rouw af.
- De Veiligheidsraad van de Verenigde Naties neemt unaniem een Franse resolutie aan voor het nemen van alle mogelijke maatregelen om terreurgroep IS te bestrijden.
- In Nieuw-Zeeland stort een helikopter op een gletsjer neer. Hierbij komen alle zeven inzittenden om het leven.
- Bij een zelfmoordaanslag in het noorden van Kameroen vallen tien doden.

### 22 november
- Bij een aardverschuiving in het noorden van Myanmar vallen meer dan 100 doden.
- Eurogroepvoorzitter Jeroen Dijsselbloem gaat akkoord met een lening van 2 miljard euro voor Griekenland.
- De Russische autoriteiten roepen de noodtoestand uit op het geannexeerde schiereiland de Krim nadat twee elektriciteitsmasten werden opgeblazen.
- Op een topconferentie van de Vereniging van Zuidoost-Aziatische Naties (ASEAN) in de Maleisische hoofdstad Kuala Lumpur ondertekenen de leiders van de tien ASEAN-landen het oprichtingsplan voor een economische gemeenschap naar voorbeeld van de Europese Unie.
- Het KNMI geeft code oranje af voor het klimaat in Nederland.
- De Argentijnse centrumrechtse politicus Mauricio Macri wint de tweede ronde van de presidentsverkiezingen in zijn land.

### 23 november
- Een gewapende man schiet een douanier dood in de Franse havenstad Toulon.
- Volgens mensenrechtenorganisatie Human Rights Watch stuurt Turkije Syrische vluchtelingen aan de grens terug.
- Het Amerikaanse farmabedrijf Pfizer fuseert met zijn Ierse branchegenoot Allergan. De fusie is de grootste ooit in de farmaceutische industrie. Het fusiebedrijf gaat verder onder de naam Pfizer.
- Pakistan stuurt vliegtuigen met afgewezen vluchtelingen uit Europese landen weer terug.
- Egyptische veiligheidsdiensten schieten vijf Soedanese vluchtelingen dood in het noorden van het schiereiland Sinaï.
- Het Syrische regeringsleger herovert samen met lokale milities de strategische gelegen plaatsen Mahin en Hawwarin op terreurgroep IS. Ze werden hierbij ondersteund door Syrische en Russische luchtaanvallen.

### 24 november
- Een Russische Sukhoi SU-24 straaljager wordt neergehaald bij de Turks-Syrische grens. Een van de twee piloten is om het leven gebracht door jihadisten.
- Bij een aanslag met een autobom in het noorden van het Egyptische schiereiland Sinaï komen vier politieagenten om het leven.
- Een Duits museum sleept Wikimedia voor de rechter wegens auteursinbreuk op foto's van schilderijen die op Commons staan.
- Zweden verstrekt de komende drie jaar minder permanente verblijfsvergunningen.
- Bij een explosie in een bus met leden van de Tunesische presidentiële garde in de hoofdstad Tunis vallen meer dan tien doden. Terreurgroep IS eist de aanslag op. De regering van het land kondigt de noodtoestand voor een periode van dertig dagen af.
- Ongeveer 50 miljoen kubieke meter verontreinigd water stroomt naar de Atlantische Oceaan na de twee damdoorbraken in de Braziliaanse gemeente Mariana.

### 25 november
- De Europese Commissie, het Europees Parlement en de Europese Raad bereikten een akkoord over betere controle op graadmeters van de Europese interbancaire rentes als Euribor en Libor.
- Het Russische gasconcern Gazprom stopt de levering van gas aan Oekraïne.
- De scholen in de Belgische hoofdstad Brussel gaan weer open na twee dagen gesloten te zijn vanwege de verhoogde terreurdreiging in de stad. Ook het metroverkeer komt geleidelijk weer op gang.
- De Duitse autofabrikant Volkswagen roept vanaf januari wereldwijd auto's met sjoemelsoftware terug. (Lees verder)
- De Australische politie rolt samen met de Nederland politie de grootste kinderpornowebsite ter wereld op.
- De Gambiaanse president Yahya Jammeh legt per direct een verbod op vrouwenbesnijdenis in het land.

### 26 november
- Bij twee schietpartijen in Honduras vallen 15 doden.
- Bosbranden in het zuiden van Australië eisen aan minstens twee mensen het leven.
- Bij een helikoptercrash in het midden van Siberië komen tien mensen om het leven.
- De Belgische regering verlaagt het dreigingsniveau in het Brussels Hoofdstedelijk Gewest van 4 naar 3, het op een na hoogste niveau.
- Rusland verscherpt de controle op voedsel en landbouwproducten uit Turkije.
- Noorwegen verscherpt de controle van vluchtelingen aan de grens.

### 27 november
- Het Nederlandse kabinet stelt een verbod in op gezichtsbedekkende kleding in het onderwijs, overheidsgebouwen, zorginstellingen en in het openbaar vervoer.
- TSN Thuiszorg, de grootste thuiszorgorganisatie van Nederland, vraagt uitstel van betaling aan.
- Op het terrein van het Hôtel des Invalides vindt de nationale herdenking plaats van de slachtoffers van de terreuraanslagen in Parijs.
- Bij een brand in de Filipijnse stad Mandaluyong gaan honderden woningen in vlammen op. Daardoor raken meer dan 4000 mensen dakloos.
- Nigeriaanse piraten ontvoeren vijf Poolse zeelieden.
- Bij een zelfmoordaanslag tijdens een sjiitische processie in Nigeria komen zeker 21 mensen om het leven.
- Nederland zet permanente antiterreurteams in om op te treden tegen terroristen en zware criminelen.
- Bij een schietpartij bij een abortuskliniek in de Amerikaanse stad Colorado Springs komen twee burgers en een politieagent om het leven.

### 28 november
- Uit een rapport van de Nederlandse Gezondheidsraad blijkt dat dieselrook astma, COPD, hart- en vaatziekten en longkanker veroorzaakt.
- Macedonië bouwt een hek bij de Griekse grens.
- De Turkse president Erdogan zegt het neerhalen van een Russische straaljager (op 24 november) te betreuren.
- Japan hervat vanaf maart 2016 de walvisjacht in de wateren rond Antarctica, ondanks een verbod daartoe van het Internationaal Gerechtshof.
- Bij een raketaanval op een VN-basis in Mali vallen drie doden.
- In het zuiden van Turkije wordt de Koerdische mensenrechtenadvocaat Tahir Elçi doodgeschoten.
- De Russische president Poetin tekent een decreet dat voorziet in het instellen van een reeks economische sancties tegen Turkije.
- Bij een aanval op een controlepost bij de Egyptische archeologische plaats Saqqara komen zeker vier beveiligers om het leven.

### 29 november
- Koerden ontdekken opnieuw massagraven met vermoorde jezidi's in de Noord-Iraakse plaats Sinjar.
- Turkije draagt het lichaam van de Russische piloot die vermoord werd nadat zijn gevechtsvliegtuig was neergehaald bij de Turks-Syrische grens over aan Rusland.
- Bij een Russische bombardement op al-Nusra Front-doelen in de Syrische provincie Idlib komen 40 burgers om het leven.
- In de Nederlandse hoofdstad Amsterdam nemen duizenden mensen deel aan een protestmars voor klimaat beschermende maatregelen. Ook in onder meer Australië, Griekenland en Indonesië werden klimaatmarsen gehouden.
- Turkije en de Europese Unie (EU) bereiken tijdens een vluchtelingentop in de Belgische hoofdstad Brussel een akkoord over de opvang van Syrische vluchtelingen in het Europees Aziatisch land. Het akkoord voorziet onder meer in een bedrag van drie miljard euro voor een betere opvang van Syrische vluchtelingen in het noordelijke buurland Turkije en in het herstarten van de onderhandelingen met de Turken over lidmaatschap van de EU.
- De Britse tennissers winnen voor de tiende keer de Davis Cup door in de finale de Belgische tennissers te verslaan.

### 30 november
- In de Franse hoofdstad Parijs vindt de openingsceremonie van de VN-klimaattop COP21. Ongeveer 150 wereldleiders bezoeken de internationale klimaattop.
- Bij gevechten tussen enerzijds het Congolese regeringsleger en VN-troepen en anderzijds Ugandese ADF-NALU rebellen vallen zeker 30 doden.
- Taiwan en China wisselen spionnen uit.
- Het Zuid-Koreaanse parlement stemt in met een handelsverdrag met China.
- Het Russische ministerie van sport legt binnenlandse voetbalclubs een Turks transferverbod op.
- De Verenigde Staten verscherpen de visumregeling voor bezoekers uit 38 landen. Aanleiding hiervoor zijn de terreuraanslagen in Parijs op 13 november.

## Overleden
<< · januari · februari · maart · april · mei · juni · juli · augustus · september · oktober · november · december · >>